# 파리 (프랑스)
파리(프랑스어: Paris, 프랑스어 발음: [paʁi], 문화어: 빠리)는 프랑스의 수도로, 중북부 일드프랑스 지방의 중앙에 있다. 센강 중류에 있으며, 면적은 105 km2. 인구는 2023년 1월 기준으로 2,102,650명이며, 프랑스에서 가장 큰 도시이다.
파리는 프랑스의 수도권에 해당되는 일드프랑스 레지옹의 주도이자 그랑 파리 메트로폴의 핵심 코뮌이다. 파리시를 포함한 일드프랑스의 전체 인구는 2023년 기준 12,271,794명으로 집계되어 프랑스 전체 인구의  19%에 달한다. 또 일드프랑스의 총 GDP는 2019년 기준 7390억 유로에 달하여 유럽에서 가장 경제력이 높은 수도권 지역으로 꼽힌다.
파리의 행정 구역은 총 20구로 나뉘어 있다. 크게는 센강을 기준으로 우안(rive droite)과 좌안(rive gauche)으로 나뉜다. 우안은 전통적으로 정치, 경제 기능이 집중된 곳으로 정부 기관, 사무실, 백화점, 주요 기차역 등이 집중해 있다. 반면 좌안은 교육 기능을 중심으로 발전해왔다. 좌안의 라틴 지구에는 소르본을 비롯한 대학 및 그랑제콜, 연구소 등이 집중해 있다.
파리는 프랑스의 경제 중심지이며, 유럽에서도 손에 꼽는 금융 중심지이다. BNP 파리바, 토탈, 악사 등 세계 유수의 대기업의 본사가 소재하고 있으며, 세계 500대 기업의 본사 수는 뉴욕과 런던을 앞지르고 서양의 도시에서는 최다이다. 2008년의 파리 도시권 GDP 세계 6위 5640억 달러이며, 런던 도시권(5650억 달러)과 함께 유럽 양대 경제 도시권을 형성하고 있다.
“예술의 도시”, “낭만의 도시”라는 별명이 말해주는 것처럼 파리는 회화에서 조각, 패션, 음악에 이르기까지 다양한 예술의 세계적인 중심지로 이름을 떨치고 있다. 특히 최근에는 파리 컬렉션이나 요리경연대회 개최에서 볼 수 있듯이, 프랑스를 대표하는 의류 문화와 음식 문화의 분야에서 세계적인 정보 발신지가 되고 있다.

## 이름
고대 로마 시대에는 라틴어명인 루테티아(Lutetia), 또는 루테티아 파리시오룸(Lutetia Parisiorum) 이라고 불렸다. 이 파리의 옛 명칭에 해당하는 프랑스어는 뤼테스(프랑스어: Lutèce)이다. 오늘날 쓰이는 ‘파리’라는 이름은 현재 파리 지역에 살고 있던 켈트족 중의 하나인 파리시족의 이름에서 유래한 것이다. 다른 별칭은 빛의 도시(프랑스어: Ville lumière)이다.
파리 출신 거주자는 남성이 파리지앵(프랑스어: Parisien, 프랑스어 발음: [paʁizjɛ̃]), 여성이 파리지엔(프랑스어: Parisienne, 프랑스어 발음: [paʁizjɛn])으로 불린다.

## 역사
고대에 센 강 가운데 있는 시테섬의 촌락에서 시작, 중세에는 요새 도시로 발달하였다. 파리 백 위그 카페가 왕권을 잡자, 프랑스의 수도가 되었다. 그 이후 지금까지 1000년이 넘는 기간 동안 프랑스의 수도로 자리잡았으며 초기 스콜라 학파의 중심지 중 하나였다. 12세기에는 유럽에서 가장 오래된 대학인 파리 대학교가 설립되었다. 루이 14세 때부터 루이 16세 때까지는 정치의 중심이 교외의 베르사유로 옮겨갔다.
프랑스 대혁명은 파리에서 시작되었으며 혁명의 가장 중요한 무대가 되었다. 현재의 시 영역 및 도시 계획이 확정된 것은 19세기의 나폴레옹 3세 치하에서였는데, 여기에 오스만 남작의 공이 컸다(파리 개조 사업).
프랑스는 제1차 세계 대전, 제2차 세계 대전에서 모두 연합국으로 참전, 한 때 이 곳에서도 참호가 세워지기도 했다. 1968년 파리에서 시작된 5월 혁명은 현대 프랑스 사회, 정치 및 교육 체계의 전환에 큰 영향을 미쳤다. 오늘날에도 파리는 프랑스의 정치, 경제, 문화, 교육의 중심지로 남아 있다.

## 지리

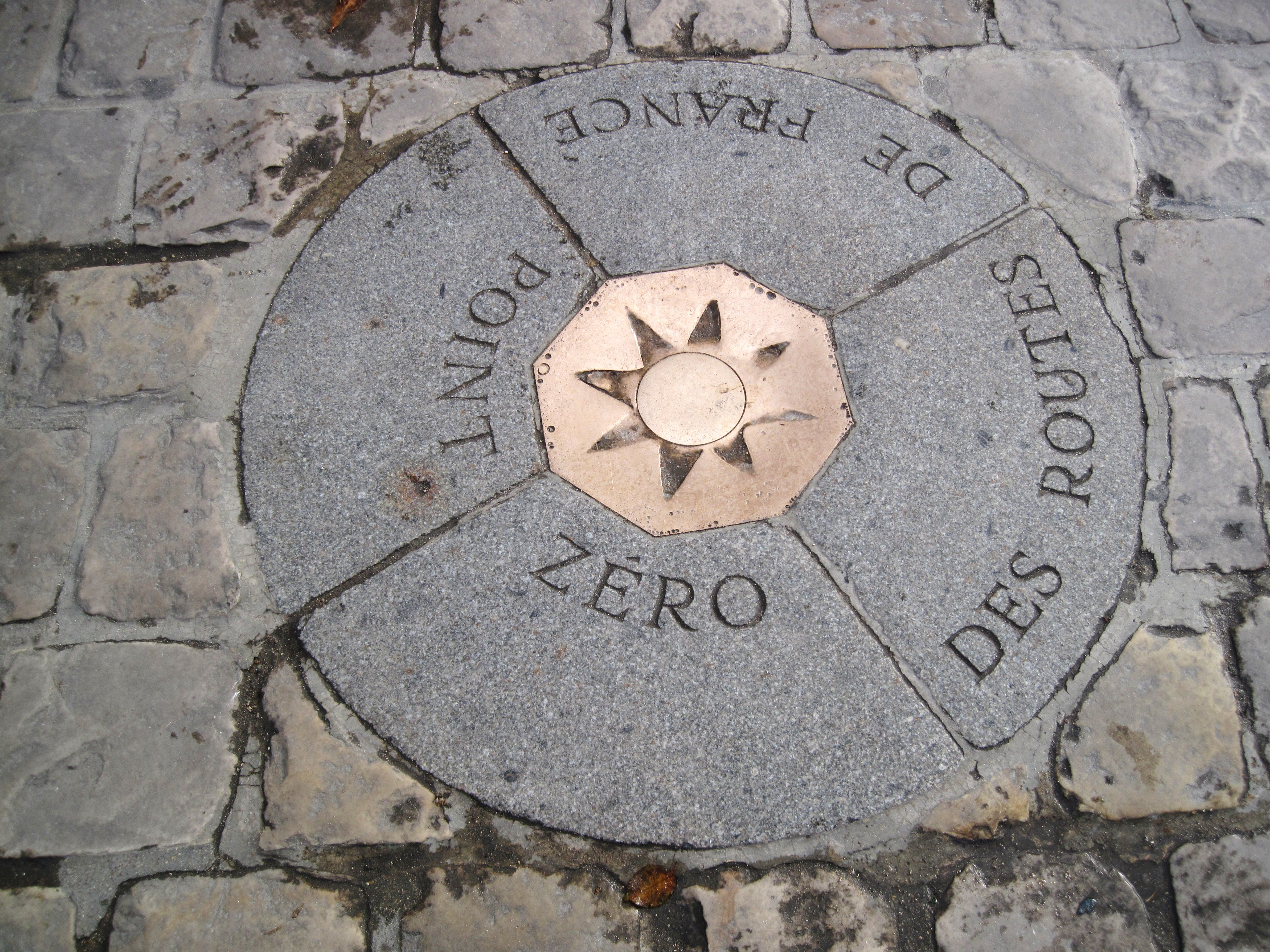
프랑스 도로의 원점을 나타내는 그라운드 제로

파리는 프랑스 최대의 도시이며, 정치, 경제, 문화 등의 중심이다. 케스타 지형을 나타내는 파리 분지의 중앙에 위치하여 시내를 센강이 흐른다. 이 강의 중천에 있는 시테섬을 중심으로 발달했다. 행정적으로는 하나의 코뮌 단독으로 주를 구성한 특별시이며, 루브르 박물관을 포함한 1구역을 중심으로 시계 방향으로 20개의 행정 구역이 늘어서 ‘달팽이’라고 불리기도 한다.
북위 49도로 다소 고위도에 위치한다. 북대서양 해류와 편서풍에 의해 일 년 내내 비교적 온난한 기후를 가지고 있으며, 서안해양성 기후의 대표적인 도시이다.
파리를 흐르는 센강에는 생루이섬과 이보다 더 큰 시테섬이 있다. 전반적으로, 도시는 비교적 평탄하고, 가장 낮은 지점은 해발 35m이다. 파리에는 130m의 몽마르트르 언덕이 있으며 파리에서 유명한 언덕이고 가장 높은 곳이다.
불로뉴 숲과 뱅센 숲이라는 파리 외곽의 공원 지역을 제외하면 파리는 타원형의 모양으로 86.928 km2를 차지한다. 1860년의 파리의 외곽 지역 합병으로 20개의 구를 형성했다. 이 구는 나선 모양을 띠고 있으며 시계 방향으로 1구부터 20구까지 있다. 1860년부터 1920년대까지 파리의 크기는 78 km2에서 86.9 km2로 늘어났다. 1929년에 불로뉴와 부아 드 뱅센 숲 공원을 공식적으로 합병하면서, 현재 파리의 넓이는 105.39 km2이다.
시역은 성곽 도시 시대의 성벽 흔적을 따라 만들어진 순환 고속도로의 내부 시가지 및 그 밖 서쪽 불로뉴 숲 밖 동부 뱅센 숲을 합친 형태로 되어 있으며, 면적은 105.40km 2에 달한다. 시의 인구는 1950년대 약 290만명의 절정에 달한 후 계속 감소했지만, 최근 몇 년 동안 조금씩 증가하는 경향으로 변하고 있어, 2010년 현재 224만명에 달했다. 2010년 근교를 포함한 도시적인 지역의 인구는 1,000만명을 넘고 있어 런던을 능가하는 EU 최대의 도시를 형성하고 있다.

## 기후
서안 해양성 기후에 속하고 난류인 북대서양 해류의 영향으로 고위도에 비해서는 온난하다. 여름(6월 ~ 8월)에는 기온이 15도에서 25도의 범위에서 춥고, 건조하고 온화하며, 연간 며칠 정도는 32도가 넘는 더위가 지속된다. 그러나 2003년 여름에는 30도 이상 기온이 몇 주 동안 계속되었으며, 40도 가까운 기온이 관측되고 1만 명 이상의 사망자를 냈다. 봄(3월 ~ 5월)과 가을(9월 ~ 10월) 날씨는 불안정하고, 따뜻한 시기와 추운 시기가 같이 있으며, 10월에도 한겨울 같은 수준의 추위가 될 수도 있다. 겨울 (11 ~ 2월)은 원래 고위도에서 낮 시간이 짧은 데다, 흐리고 비오는 날이 많기 때문에 일조시간이 적지만, 강설 · 적설별로 보이지 않는다. 년간 몇 일 정도는 기온이 영하 5도 이하로 떨어진다. 그러나 최근의 겨울은 추위가 심했고, 2009년 ~ 2010년 겨울에는 파리 교외에서는 기온이 -10도 ~ -20도 전후까지 내려간 적도 있었다. 연간 강수량은 652mm 정도이며, 그다지 많지는 않다. 지금까지 최고 기온은 40.4°C(1948년 7월 28일), 최저 기온은 -23.9°C(1879년 12월 10일)이다. 겨울에는 오전 8시 30분이 넘어서 해가 뜨는 날도 있다.
| 파리 (몽수리 공원)의 기후                                                                 | 파리 (몽수리 공원)의 기후 | 파리 (몽수리 공원)의 기후 | 파리 (몽수리 공원)의 기후 | 파리 (몽수리 공원)의 기후 | 파리 (몽수리 공원)의 기후 | 파리 (몽수리 공원)의 기후 | 파리 (몽수리 공원)의 기후 | 파리 (몽수리 공원)의 기후 | 파리 (몽수리 공원)의 기후 | 파리 (몽수리 공원)의 기후 | 파리 (몽수리 공원)의 기후 | 파리 (몽수리 공원)의 기후 | 파리 (몽수리 공원)의 기후 |
| 월                                                                                        | 1월                       | 2월                       | 3월                       | 4월                       | 5월                       | 6월                       | 7월                       | 8월                       | 9월                       | 10월                      | 11월                      | 12월                      | 연간                      |
| ----------------------------------------------------------------------------------------- | ------------------------- | ------------------------- | ------------------------- | ------------------------- | ------------------------- | ------------------------- | ------------------------- | ------------------------- | ------------------------- | ------------------------- | ------------------------- | ------------------------- | ------------------------- |
| 역대 최고 기온 °C (°F)                                                                    | 16.1 (61.0)               | 21.4 (70.5)               | 26.0 (78.8)               | 30.2 (86.4)               | 34.8 (94.6)               | 37.6 (99.7)               | 42.6 (108.7)              | 39.5 (103.1)              | 36.2 (97.2)               | 28.9 (84.0)               | 21.6 (70.9)               | 17.1 (62.8)               | 42.6 (108.7)              |
| 일평균 최고 기온 °C (°F)                                                                  | 7.6 (45.7)                | 8.8 (47.8)                | 12.8 (55.0)               | 16.6 (61.9)               | 20.2 (68.4)               | 23.4 (74.1)               | 25.7 (78.3)               | 25.6 (78.1)               | 21.5 (70.7)               | 16.5 (61.7)               | 11.1 (52.0)               | 8.0 (46.4)                | 16.5 (61.7)               |
| 일일 평균 기온 °C (°F)                                                                    | 5.4 (41.7)                | 6.0 (42.8)                | 9.2 (48.6)                | 12.2 (54.0)               | 15.6 (60.1)               | 18.8 (65.8)               | 20.9 (69.6)               | 20.8 (69.4)               | 17.2 (63.0)               | 13.2 (55.8)               | 8.7 (47.7)                | 5.9 (42.6)                | 12.8 (55.0)               |
| 일평균 최저 기온 °C (°F)                                                                  | 3.2 (37.8)                | 3.3 (37.9)                | 5.6 (42.1)                | 7.9 (46.2)                | 11.1 (52.0)               | 14.2 (57.6)               | 16.2 (61.2)               | 16.0 (60.8)               | 13.0 (55.4)               | 9.9 (49.8)                | 6.2 (43.2)                | 3.8 (38.8)                | 9.2 (48.6)                |
| 역대 최저 기온 °C (°F)                                                                    | −14.6 (5.7)               | −14.7 (5.5)               | −9.1 (15.6)               | −3.5 (25.7)               | −0.1 (31.8)               | 3.1 (37.6)                | 6.0 (42.8)                | 6.3 (43.3)                | 1.8 (35.2)                | −3.8 (25.2)               | −14.0 (6.8)               | −23.9 (−11.0)             | −23.9 (−11.0)             |
| 평균 강수량 mm (인치)                                                                     | 47.6 (1.87)               | 41.8 (1.65)               | 45.2 (1.78)               | 45.8 (1.80)               | 69.0 (2.72)               | 51.3 (2.02)               | 59.4 (2.34)               | 58.0 (2.28)               | 44.7 (1.76)               | 55.2 (2.17)               | 54.3 (2.14)               | 62.0 (2.44)               | 634.3 (24.97)             |
| 평균 강수일수 (≥ 1.0 mm)                                                                  | 9.9                       | 9.1                       | 9.5                       | 8.6                       | 9.2                       | 8.3                       | 7.4                       | 8.1                       | 7.5                       | 9.5                       | 10.4                      | 11.4                      | 108.9                     |
| 평균 강설일수                                                                             | 3.0                       | 3.9                       | 1.6                       | 0.6                       | 0.0                       | 0.0                       | 0.0                       | 0.0                       | 0.0                       | 0.0                       | 0.7                       | 2.1                       | 11.9                      |
| 평균 상대 습도 (%)                                                                        | 83                        | 78                        | 73                        | 69                        | 70                        | 69                        | 68                        | 71                        | 76                        | 82                        | 84                        | 84                        | 76                        |
| 평균 월간 일조시간                                                                        | 59.0                      | 83.7                      | 134.9                     | 177.3                     | 201.0                     | 203.5                     | 222.4                     | 215.3                     | 174.7                     | 118.6                     | 69.8                      | 56.9                      | 1,717                     |
| 출처 1: 프랑스 기상청 (평년값: 1991년~2020년, 극값: 1872년~현재, 강설일수: 1981년~2010년) |                           |                           |                           |                           |                           |                           |                           |                           |                           |                           |                           |                           |                           |
| 출처 2: Infoclimat.fr (상대습도: 1961년~1990년)                                           |                           |                           |                           |                           |                           |                           |                           |                           |                           |                           |                           |                           |                           |

## 인구 변화
| 1801년부터 1926년까지 파리 (프랑스)의 인구 변화 |           |           |           |
| 1801년                                          | 1851년    | 1881년    | 1926년    |
| 547,800                                         | 1,053,000 | 2,240,000 | 2,871,000 |
|                                                 |           |           |           |

## 행정 구역

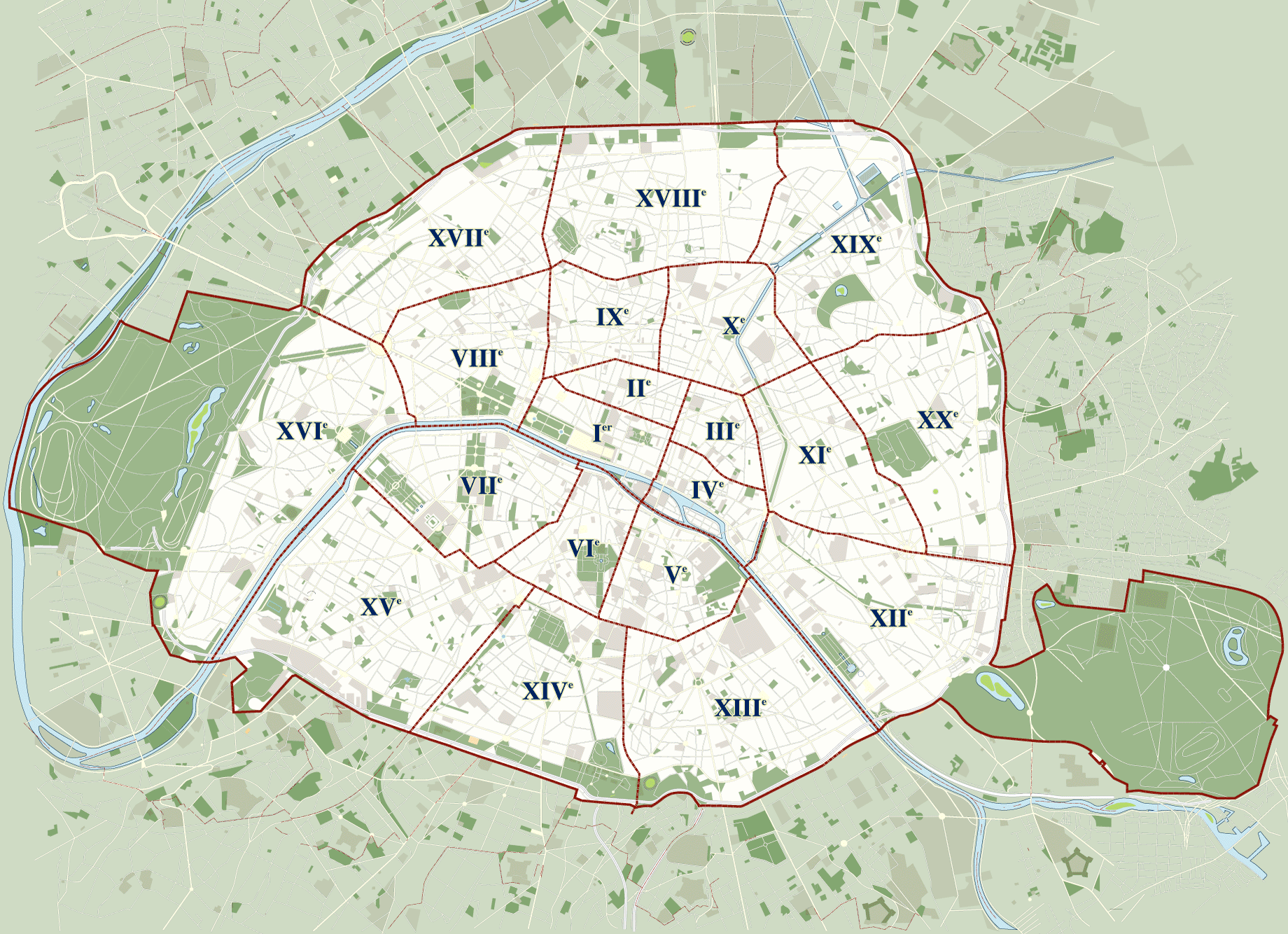
파리의 행정 구역

파리는 1860년 이후 2개의 큰 공원이 추가된 것을 제외하고는 한 번도 시의 경계가 바뀌지 않았다. 따라서 정치적으로 또한 실제 인구상으로 전혀 진화하지 못한 몇 안되는 도시 중 하나이다. 그리고 또한 이러한 점은 파리 광역시를 구성하는데 있어서 논란이 되고 있기도 하다.
파리는 단독으로 주를 구성한 이른바 특별시이다. 시내는 20 행정 구역으로 구분되어 있다. 파리 시내는 1구에서 오른쪽으로 나선형으로 번호가 매겨져있다. 1-4, 8-12, 16-20 구역은 센강을 기준으로 오른쪽에, 5-7, 13-15 구역은 좌안에 위치한다.

## 사회
다른 세계 주요 도시와 비교했을 때, 파리는 살기 좋은 도시로 여겨진다. 하지만 지니 계수가 0.49로, 파리는 프랑스에서 뇌이쉬르센(Neuilly-sur-Seine,파리 북서 교외의 도시) 다음으로 불평등한 도시이다. 도시 서쪽의 7구와 16구는 가장 부유한 구(arrondissement)이다. 이는 또한 파리의 주거지 중 뉴욕의 북동부나, LA의 버벌리 힐스나 런던의 베이페어와 벨그레이비어보다도 선호하는 지역이라고 오랫동안 알려져 왔다. 이 지역의 문화적, 사회적, 경제적 영향은 프랑스 역사에서 중요한 역할을 해왔고 오늘날 프랑스 엘리트계층에서도 마찬가지이다. 센강 왼쪽 둑의 리브 고슈(Rive Gauche)는 보헤미안 감각과 창조성을 나타낸다.

## 관광
파리는 “예술의 도시”, “낭만의 도시”라고 불리는만큼 그 문화적 영향을 세계에 지속하고 있으며, 그 결과 세계 최고의 관광 도시로 부상했다. 이 때문에 1989년 유럽 문화 수도로 선정되었다. 매년 약 4,500만 명의 관광객을 유치하고, 그 60%는 외국에서 온 사람들이다.
주요 관광 자원으로는 역사적인 건축물, 수많은 유명한 미술품, 명품으로 대표되는 패션과 음식 등이다. 건물은 중세 이전의 것들도 남아있지만, 제3공화국 시대의 파리 개조 및 벨 에포크 건물이나 프랑스 혁명 200주년 그랑 프로젝터 건축물 등 각 시대의 세계의 최첨단 건축물들이 많다. 미술관에는 프랑스에서 활약한 저명한 예술가의 미술품 외에도 전쟁을 통해 얻은 전리품이나 구입에 의하여 수집된 세계적인 소장물들을 보유하고 있다.

사크레쾨르 대성당에서 본 파리의 풍경

### 명소

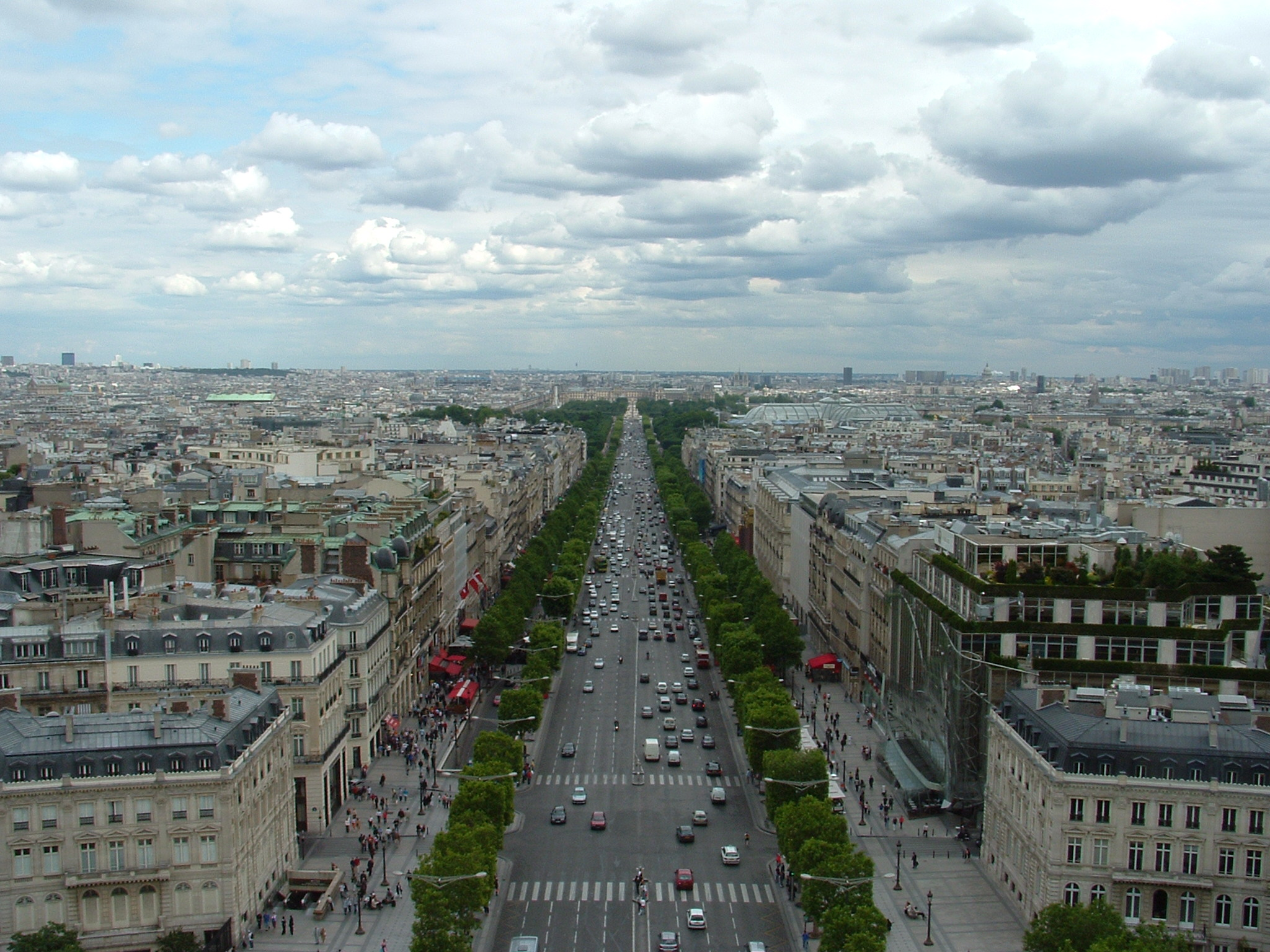
샹젤리제 거리

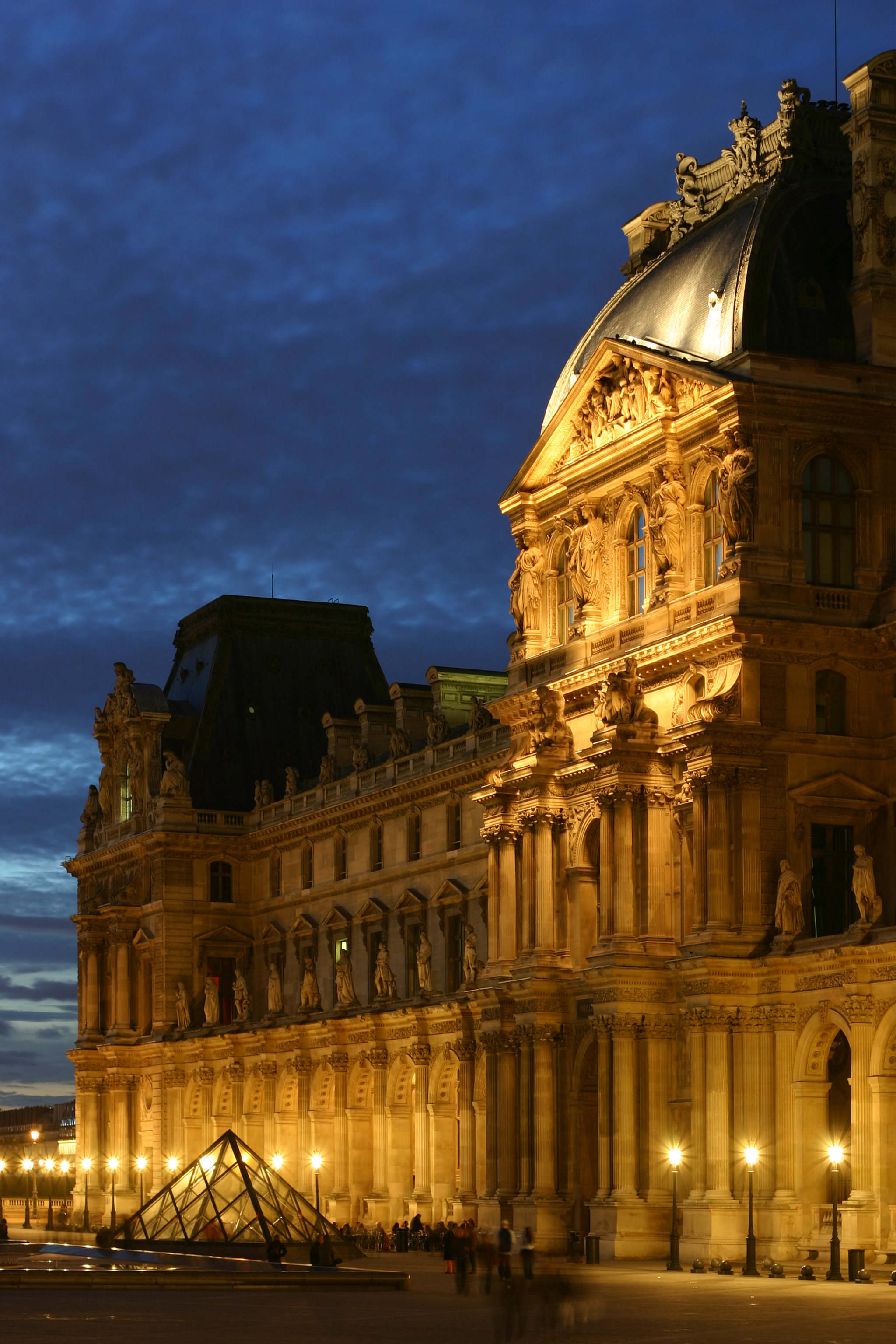
루브르 박물관

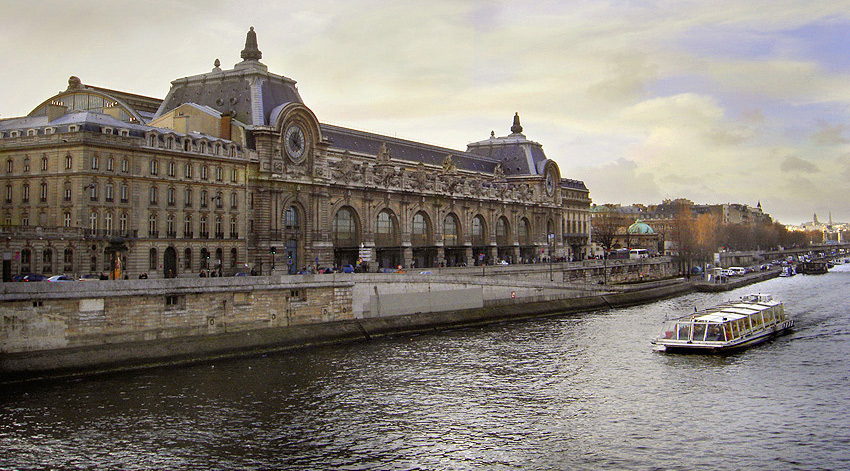
오르세 미술관

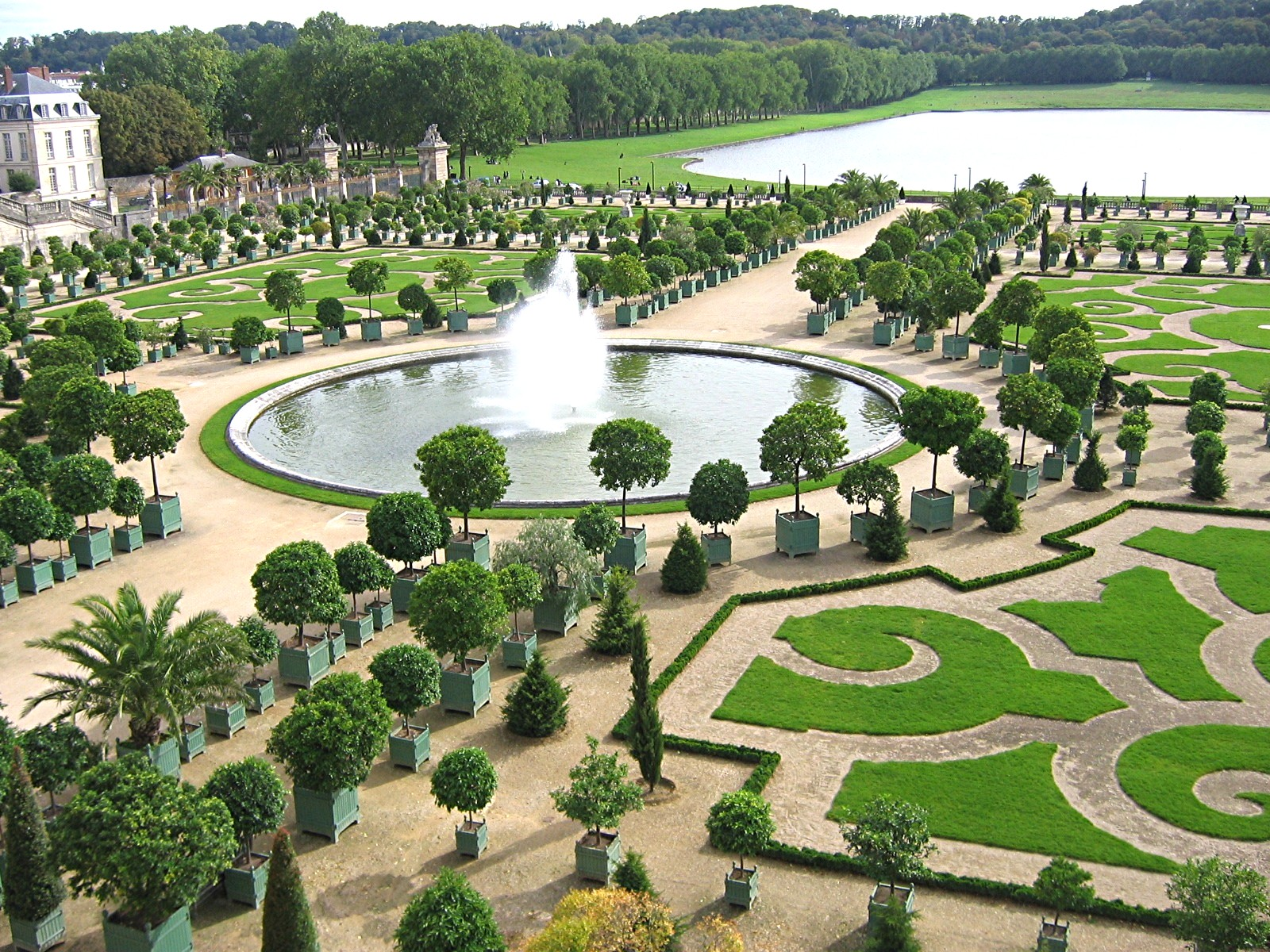
베르사유 궁전의 오랑제리

## 문화 및 문화유산

### 건축물
- 파리 개선문

에투알 개선문은 1806년 나폴레옹에 의해 기공되어 그의 사후 준공된 세계 최대의 개선문이다. 프랑스 역사의 영광의 상징으로 높이는 50m이다. 개선문의 바로 아래에는 무명용사의 무덤이 있는데 사계절 등불이 꺼지는 일이 없고 헌화가 시드는 일이 없다. 샹젤리제 거리의 서쪽, 샤를 드골 광장에 위치해 있다.
- 에펠탑

에펠 탑은 1889년 마르스 광장에 지어진 탑이다. 프랑스의 대표 건축물인 이 탑은 격자 구조로 이루어져 있다. 파리에서 가장 높은 건축물이며, 매년 수백만 명이 방문할 만큼 세계적인 유료 관람지이다. 이를 디자인한 귀스타브 에펠의 이름에서 명칭을 얻었으며, 1889년 프랑스 혁명 100주년 기념 세계 박람회의 출입 관문으로 건축되었다.
- 노트르담 대성당

노트르담 대성당은 시테섬의 동쪽 반쪽에 있는 고딕 양식의 성당이다. 이 대성당은 지금도 로마 가톨릭교회의 교회 건물로서 파리 대주교좌 성당으로 사용되고 있다. 노트르담 대성당은 흔히 프랑스 고딕 건축의 정수로 이야기된다. 이 대성당은 프랑스의 유명한 건축가인 비올레르뒤크에 의해 파괴된 상태에서 보호되어 복구되었다. “노트르담”은 “우리의 귀부인”이라는 뜻의 프랑스어다(예수의 어머니 마리아를 의미함).
- 루브르 박물관

루브르 박물관은 파리의 중심가인 리볼리로에 있는 국립 박물관이다. 소장품의 수와 질 면에서 메트로폴리탄 미술관과 대영박물관와 함께 세계적으로 손꼽히는 박물관이다. 지금의 건물은 루브르궁을 개조한 것으로, 파리의 센 강변에 포함하여 세계유산으로 지정되어 있다. 루브르 박물관 앞의 유리 피라미드 조형물은 근대에 건설된 것으로 한 때 어울리지 않다는 평이 많았으나 현재는 루브르를 대표하는 조형물이 되었다. 프랑스어로 뮈제 뒤 루브르, 그랑 루브르, 또는 단순히 루브르 라고도 불린다.
- 오르세 미술관

오르세 미술관은 센강 좌안에 자리한 미술관이다. 소장품 중 빈센트 반 고흐, 폴 고갱을 비롯한 19세기 인상파 작품이 유명하다.
- 퐁피두 센터

조르주 퐁피두 센터는 1971년에서 1977년에 걸쳐 준공된 복합 문화시설로, 파리 4구의 레 알(Les Halles)과 르 마레(Le Marais) 지역 인근의 보부르(Beaubourg) 지역에 있다. 이 곳의 위치를 따서 현지인들은 이곳을 ‘보부르’라고도 부른다. 퐁피두 센터는 1969년부터 1974년까지 프랑스 대통령이었던 조르주 퐁피두의 이름을 딴 것이며, 1977년 12월 31일에 문을 열었다. 렌조 피아노, 리처드 로저스, 잔프랑코 프란키니 등이 설계했다.
- 팡테옹

팡테옹은 파리의 카르티에 라탱 지역에 있는 건축물이다. 입구에 있는 삼각형 부조 아래에는 "조국이 위대한 사람들에게 사의를 표하다."(AUX GRANDS HOMMES LA PATRIE RECONNAISSANTE)라는 글자가 씌어 있는데, 팡테옹은 원래 성 주네비에브에게 봉헌된 교회였으나, 수많은 변화를 거쳐 현재는 예배 장소와 위인들의 묘지의 역할이 복합되었기 때문이다. 이 건물은 초기 신고전주의 건물로 파사드는 로마의 판테온에서 따온 것으로 브라만테의 템피에토와 비슷하게 생긴 돔이 위에 얹혀 있다. 파리 5구에 위치한 팡테옹에서는 파리 전체를 내다볼 수 있다. 이 건물의 건축가인 자크 제르맹 수플로는 고딕 성당의 가벼움과 밝음을 고전적인 원리들과 복합하려는 의도를 갖고 있었다. 수플로는 자신의 작품이 완성되기 전에 사망하였고, 그의 설계안은 완전히 실행되지는 못하였다. 그가 이 걸작을 위해 계획한 건물의 투명성은 이뤄지지 못했다. 하지만, 이것은 당시의 중요한 건축적 성과들 중 하나였고, 최초의 기념비적인 신고전주의 건물이었다.
- 엘리제 궁전

엘리제 궁전은 프랑스 대통령의 공식 관저로서 대통령 사무소가 위치했으며 장관 회의도 이곳에서 열린다. 중요한 외국 인사의 방문 시에는 인근의 마리니 호텔(프랑스어: Hôtel de Marigny)이 숙소로 사용된다. 사실 여기서의 호텔이란 우리가 생각하는 호텔이 아니라 궁전 부속 거주지 격에 해당하므로 격이 다르다. 엘리제 궁은 넓은 궁전으로도 유명하여 대통령과 저명 인사들의 파티 장소로도 자주 쓰인다. 지금의 대통령궁 주인은 에마뉘엘 마크롱 대통령이다.
- 베르사유 궁전

베르사유 궁전은 프랑스의 베르사유에 있는 궁전이다. 베르사유는 원래 파리의 시골 마을 중 하나였으나 이 궁전이 세워진 이후부터는 자치권을 가지는 파리 외곽의 도시가 되었다. 1682년 루이 14세는 파리에서 이 궁전으로 거처를 옮겨서, 1789년 왕가가 수도로 돌아갈 것을 강제될 때까지, 베르사유 궁정은 프랑스 앙시앵 레짐 시기, 권력의 중심지였다. 바로크 건축의 대표작품으로, 호화로운 건물과 광대하고 아름다운 정원으로 유명하다. 베르사유 궁전이 실제로 궁전으로서 사용된 기간은 매우 짧고, 1715년 루이 14세 사후, 뒤를 이은 루이 15세는 곧바로 파리로 다시 궁전을 옮겼다. 나중에는 빌헬름 1세의 즉위식이 열리기도 하였다.
- 프랑스국립도서관
- 마들렌 사원
- 오페라 가르니에
- 샤요궁

#### 카페, 레스토랑, 브라스리

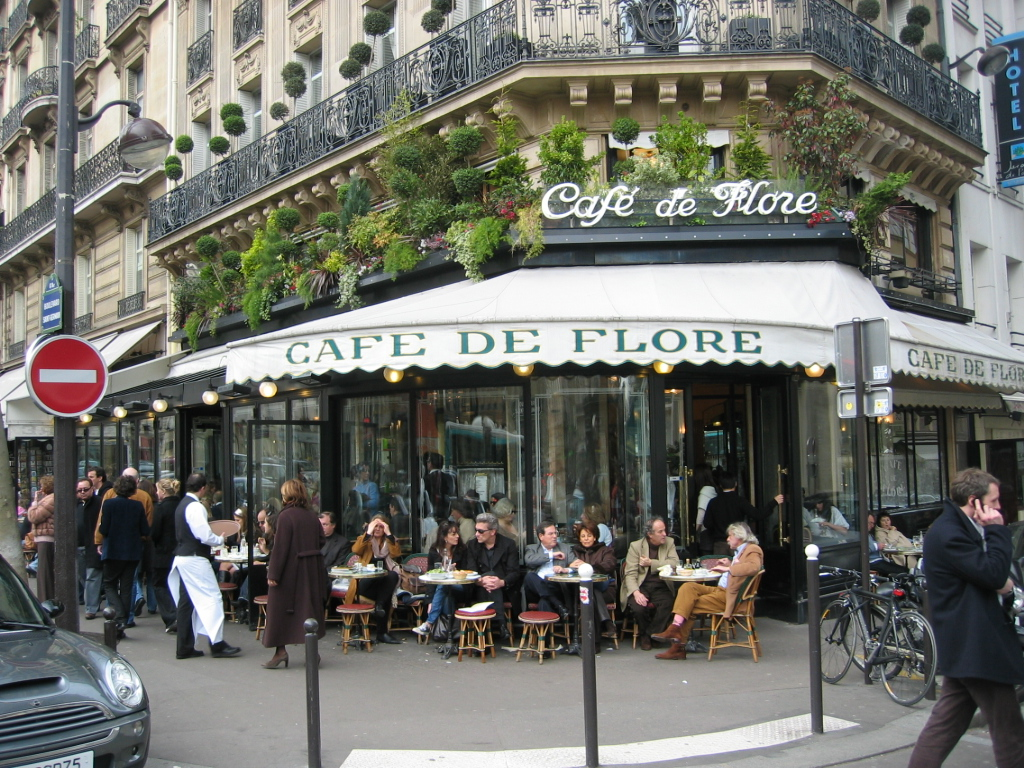
파리의 유명한 카페, 카페 드 플로르, 생제르맹데프레에 위치.

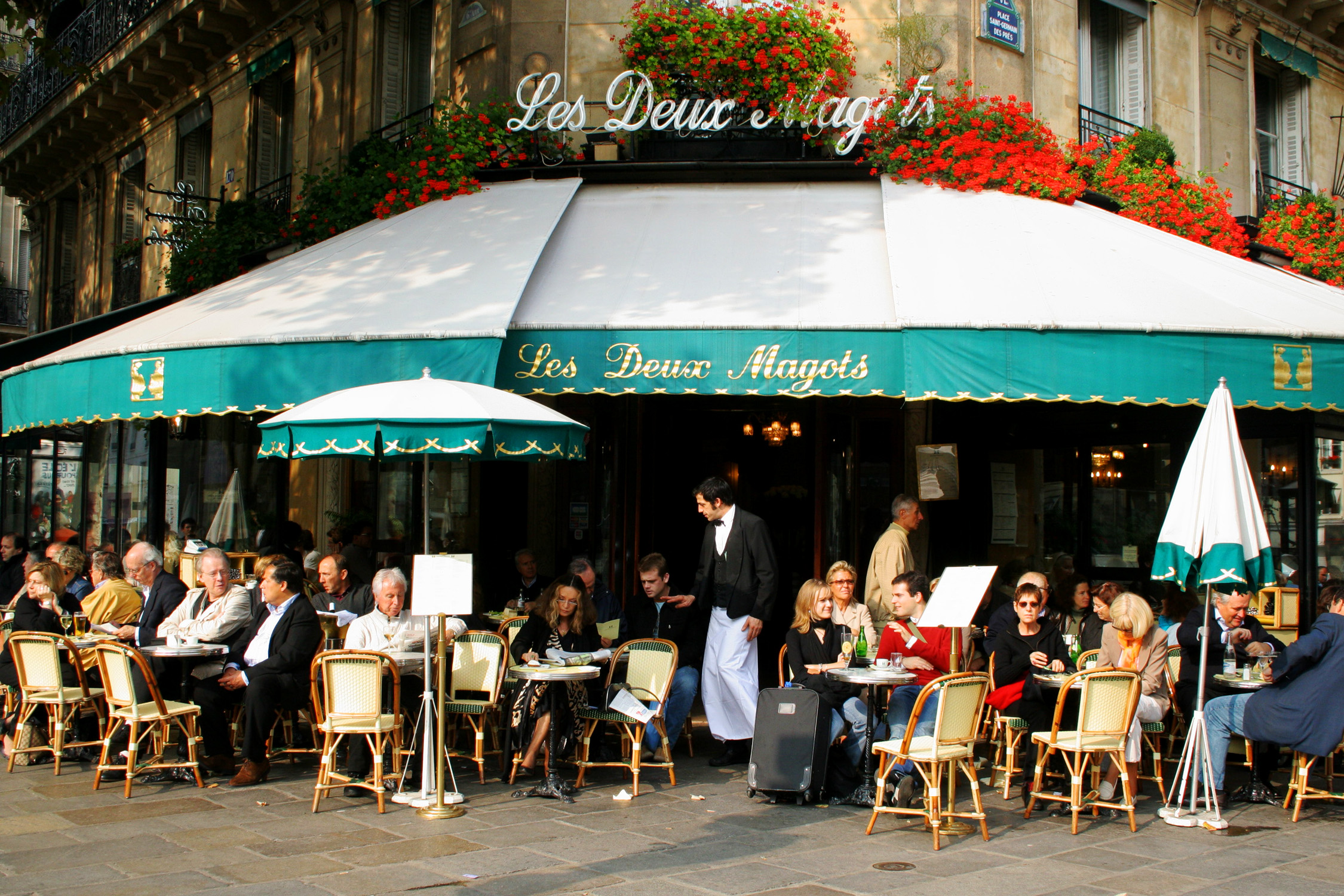
카페 레 되 마고, 파리 생제르맹데프레의 다른 유명한 카페.

카페는 특히 1681년 팔레루아얄의 카페 드 라 레장스의 개장을 시작으로 8년이 지나 센 강 좌안의 카페 프로코프가 개장하며 급속히 프랑스 문화를 구성하는 요소로 자리매김한다. 팔레루아얄 정원의 카페들은 18세기를 지나며 특히 유명세를 떨쳤으며, 파리의 첫 '테라스 카페'로 여겨지게 되었다. 팔레루아얄의 카페들은 19세기 중엽 보도와 대로가 등장하기 전까지는 타 지역에 문을 열지 않았다. 프랑스 혁명 시절, 왕족과 귀족들의 요리사들은 레스토랑이라는 개념을 창시하였다.

### 파리, 문학과 지식의 중심지

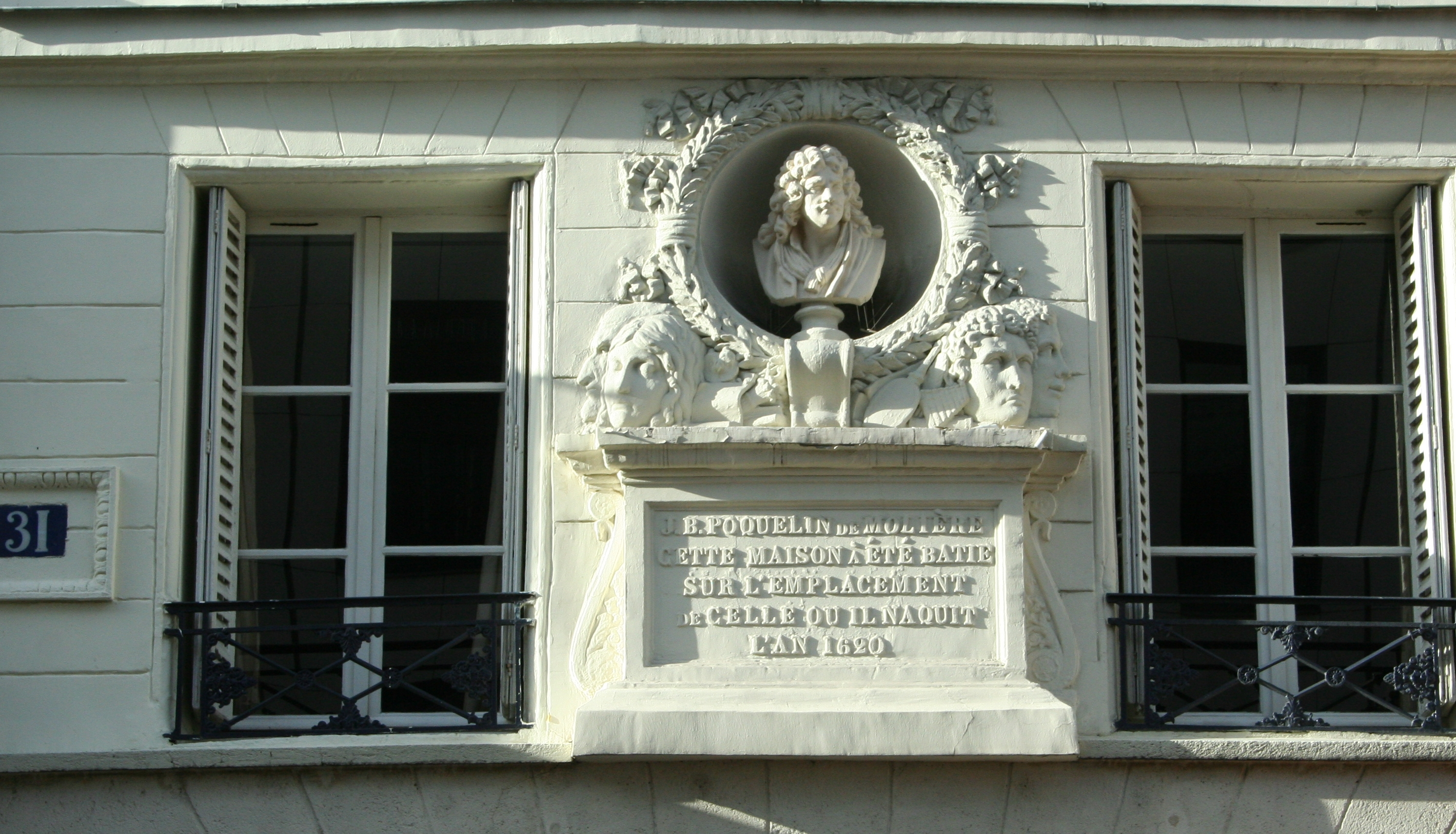
퐁뇌프가 31번지의 몰리에르 흉상. 실제로 몰리에르는 도로를 두 번 더 건너 서쪽에 있는 생토노레가 96번지에서 태어났다

파리는 18세기에 다시 프랑스 왕국의 문화 중심지로 자리잡았다. 파리의 살롱은 가장 아름다운 시절을 경험한다. 볼테르는 자신의 경쾌하고 아이러니컬한 어조를 통하여 파리의 전형적인 작가로 자리매김한다. 볼테르와는 반대로, 장자크 루소는 이 "시끄럽고, 먼지나고 진흙투성이의" 도시를 떠나, 1770년 파리에 다시 돌아오기 전까지 파리에서 북쪽으로 15km 떨어진 몽모랑시로 피난간다.

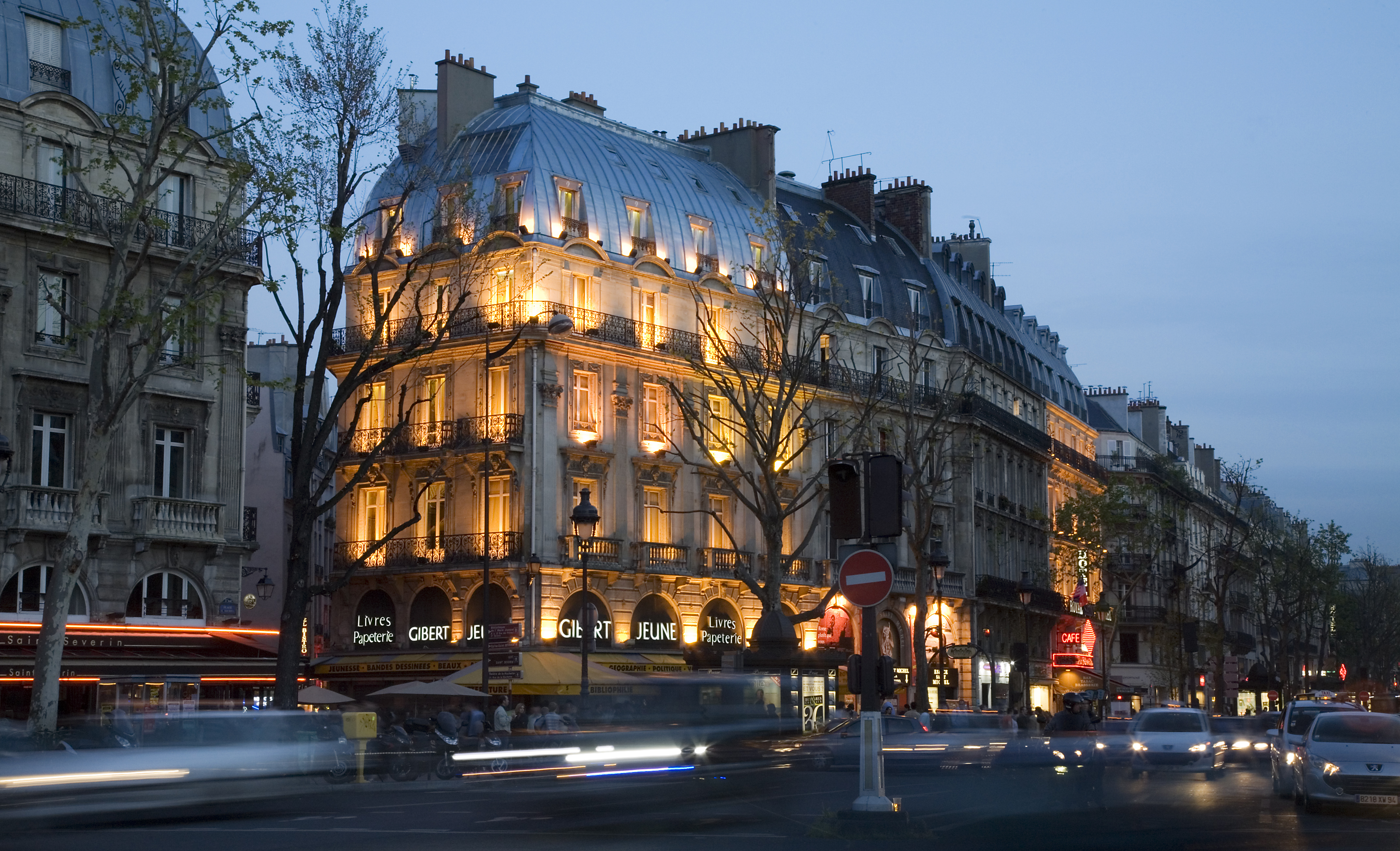
생미셸 대로 북쪽의 서점가.

1920년대에는 외국의 많은 작가들이 파리를 방문하여, 작품 활동에 있어 큰 영향을 받았다. 파리에 거주한 해외 작가들의 예로, 어니스트 헤밍웨이, 헨리 밀러, 거트루드 스타인, 에즈라 파운드 등을 들 수 있다. 파리 문학계에 감명을 받은 다른 이들은 파리 문학계가 그들을 호의적으로 환영하기를 고대하며 파리에 오게 되는데, 이러한 유형의 작가들의 예시로는 D. H. 로런스, 제임스 조이스, 사뮈엘 베케트, 외젠 이오네스코, 에밀 시오랑, 가오 싱지안 등을 들 수 있다. 19세기 말엽부터 예술가 구역이던 몽파르나스는 전간기에 그 황금기를 맞게 된다. 제 2차 세계 대전 이후로는 생제르맹데프레가 가장 유명한 문학 중심지로 자리매김하는데, 당대 장폴 사르트르, 시몬 드 보부아르, 보리스 비앙, 자크 프레베르가 그곳을 거닐었다. 카르티에 라탱은 서점 구역으로 남아있으며, 센 강가에 217곳의 서점을 찾을 수 있다. 파리는 프랑스 문예 활동과 출판계의 주요 도시로, 여러 구역들과 작가들이 머물며 표지가 새겨진 건물들을 볼 수 있다.

### 예술과 문화 속의 파리

#### 문학 속의 파리
오랜 시절부터, 파리는 작가들에게 영감을 주었다. 15세기, 프랑수아 비용은 자신의 주요 작품, <유작Le Testament> 집필을 위하여 파리 하류 사회로 들어갔다. 하지만, 17세기와 18세기 초엽에 이르기까지, 당대 파리의 일상 묘사는 작가들에게 별 인상을 남기지 못했다.

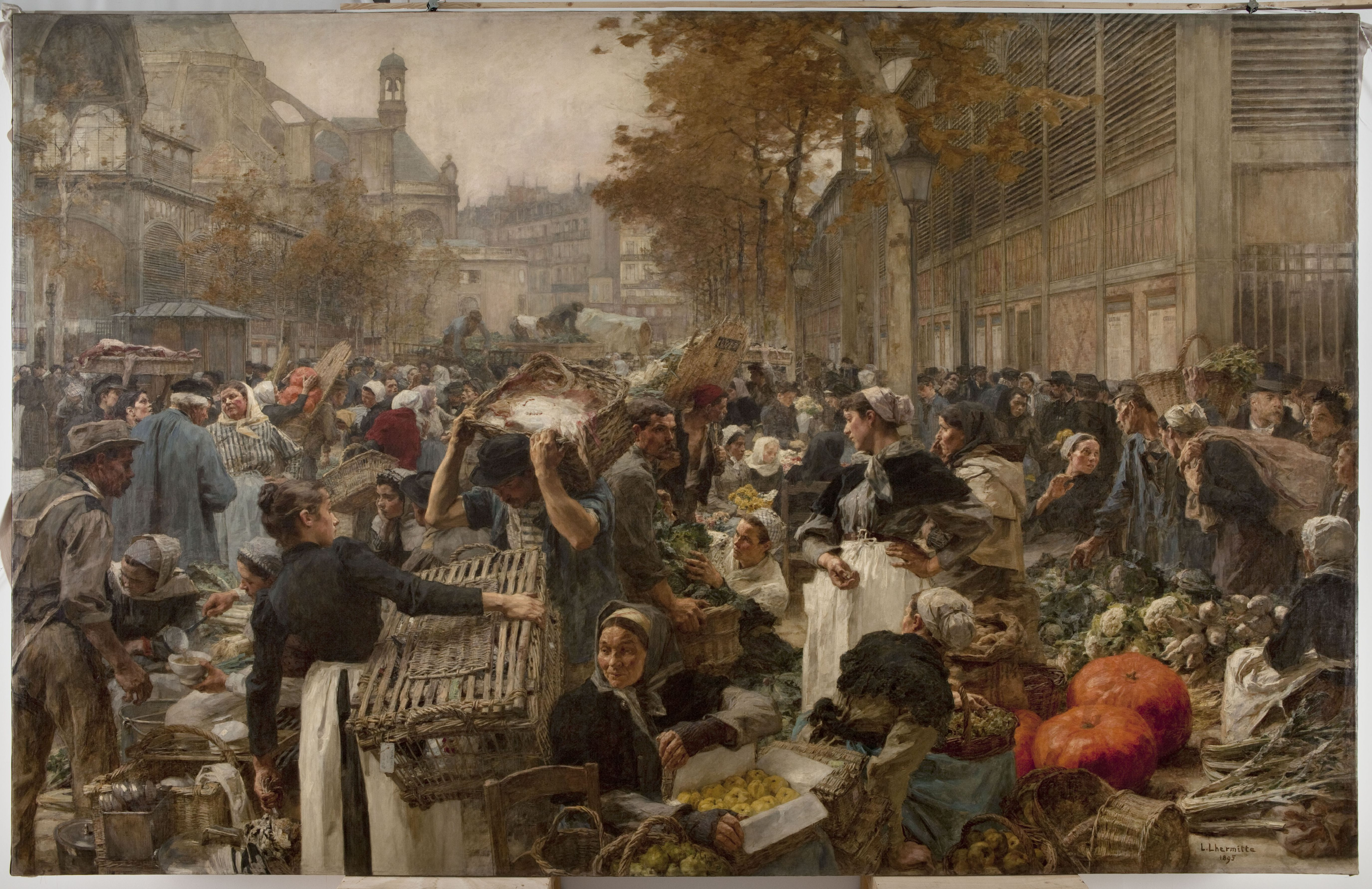
레 알(Les Halles)은 에밀 졸라의 <파리의 복부>에 영감을 주었다. (그림은 레옹 레르미트 작품)

19세기에 이르러 프랑스 작가들은 당대의 현실을 더 정확히 묘사하는 것을 더 고려했다. 7월 왕정 시기 오노레 드 발자크는 프랑스 사회의 현대적이고 세밀한 그림을 그리고자 노력했는데, 바로 인간 희극을 저술한 것이다. 파리는 단지 파리 생활 풍경에서만이 아닌, 작품 전체에서 영예로운 자리를 차지한다. 발자크는 인간 관계의 다양성을 파악한다. 가장 짜릿한 성공이 가능한 곳도 바로 파리이며 영광을 찾을 수 있는 곳도 파리이지만, 전적으로 무명의 삶에 빠질 가능성이 존재하는 곳 역시 바로 이곳, 파리이다.

## 교통

### 항공
파리 샤를 드골 공항 및 파리 오를리 공항을 통해 국내외 도시와 연결되어 있다.
- 파리 샤를 드골 공

파리 북쪽 교외의 발두아즈주 루아시에 있는 공항으로, 1974년에 개항했다. TGV와 재래선의 역과 직결되는 프랑스의 주 관문으로, 여객 수요 증가에 따라 현재 확장 공사가 계속되고 있다. 터미널은 3개가 있으며, 에어 프랑스의 허브 공항이다. 대한항공, 아시아나항공 소속 항공기는 이 공항을 통해 인천국제공항과 연결된다.
- 파리 오를리 공

파리 남부의 발드마른주 오를리에 있는 국제공항으로, 1918년에 군용 비행장으로 개항했고 1946년부터 민항기가 운항 중이다. 한때 가장 중요한 공항이었지만 북쪽의 파리 샤를 드골 공항에 그 자리를 내줬으며, 대한항공은 1982년 8월까지 오를리를 이용한 후 CDG로 기착 공항을 옮겼다. 그럼에도 여전히 국제공항 역할을 하고 있으며, 주로 유럽 이웃 나라 외에 아프리카, 중동방면 항공편이 운항하고 있다. Orly-sud(남)와 Orly-ouest(서) 두 발착 터미널이 있다.
- 파리 르부르제 공항

가장 초기에 만들어진 파리의 국제공항이다. 1927년 미국인 찰스 린드버그가 세계 최초의 대서양을 무착륙 횡단 비행을 했을 때 착륙한 곳이 바로 이 공항이다. 현재 정부 전용기, 자가용 및 상용기의 발착에 사용되고 있으며, 초여름에 열리는 파리 항공 축제 장소로 알려져 있다.

### 도로
파리의 도로는 혼잡하기로 악명이 높다. 따라서 대중교통이 파리의 주요 교통 수단이 되고 있고 파리 시청은 승용차 이용을 줄이는 정책을 지속적으로 펴오고 있다. 파리와 일드프랑스 지역 대부분의 대중교통은 파리교통공사(RATP: Régie autonome des transports parisiens)에서 담당하고 있다.

### 지하철
1900년부터 파리에는 지하철(Métro de Paris)이 운행하기 시작하였으며 현재 16개 노선에 달하고 있다. 1970년대부터 건설되기 시작한 일드프랑스 RER은 파리와 주변 도시를 신속하게 이어준다. 그 밖에도 버스가 지하철이 닿지 않는 곳을 운행하고 있다.

## 스포츠
프랑스 프로축구 최상위리그인 리그 1 소속의 파리 생제르맹 FC가 있으며 파르크 데 프랭스를 홈구장으로 두고 있다. 또한 파리 위성도시 생드니는 프랑스 국가대표팀 홈 경기가 열리는 스타드 드 프랑스가 있다.

## 자매 도시
| - 이탈리아 로마, 1956년 - 일본 교토시, 1958년 - 일본 도쿄도, 1982년 - 이집트 카이로, 1985년 - 대한민국 서울, 1991년 - 러시아 모스크바, 1992년 - 레바논 베이루트, 1992년 - 미국 시카고, 1996년 - 미국 샌프란시스코, 1996년 - 칠레 산티아고, 1997년 - 중국 베이징, 1997년 - 러시아 상트페테르부르크, 1997년 - 체코 프라하, 1997년 - 포르투갈 리스본, 1998년 | - 페루 리마, 1999년 - 아르헨티나 부에노스 아이레스, 1999년 - 스페인 마드리드, 2000년 - 미국 워싱턴 DC, 2000년 - 브라질 포르투알레그리, 2001년 - 영국 런던, 2001년 - 스위스 제네바, 2002년 - 캐나다 퀘벡시, 2003년 - 알제리 알제, 2003년 - 튀니지 튀니스, 2004년 - 모로코 라바트, 2004년 - 모로코 카사블랑카, 2004년 - 캐나다 몬트리올, 2006년 |

## 같이 보기
- 파리의 관광
- 파리 개조 사업
- 파리라는 별명을 가진 도시들
- 파리의 요리
- 메트로폴 뒤 그랑 파리